# Catarina Bélgica de Nassau
Catarina Bélgica de Nassau (Antuérpia, 31 de julho de 1578 - Hanau, 12 de abril de 1648) foi a terceira filha do terceiro casamento de Guilherme I, Príncipe de Orange com a duquesa Carlota de Bourbon.

## Biografia
A condessa Catarina Bélgica casou-se com Filipe Luís II, Conde de Hanau-Münzenberg de quem teve dez filhos. A condessa tornou-se regente do seu filho Filipe Maurício após a morte do marido em 1612. Quando o sacro-imperador Fernando II pediu para passar por Hanau durante uma viagem, Catarina recusou-se a permitir-lhe entrada na cidade. Os seus territórios acabariam por ser arrasados por tropas austríacas em 1621. Em 1626, o seu filho assumiu o governo do estado.

## Casamento e descendência
Durante uma festa de casamento que durou de 23 de Outubro até 3 de Novembro de 1586, Catarina casou-se com o conde Filipe Luís II de Hanau-Münzenberg, tendo dado à luz os seguintes filhos:
1. Carlota Luísa de Hanau-Münzenberg (10 de Agosto de 1597 – 15 de Julho de 1649), morreu solteira e sem descendência.
2. Bebé sem nome (29 de Julho de 1598 - 9 de Agosto de 1598), morreu com poucos dias de idade antes de ser baptizada.
3. Filipe Ulrico de Hanau-Münzenberg (2 de Janeiro de 1601 - 7 de Abril de 1604), morreu aos três anos de idade.
4. Amália Isabel de Hanau-Münzenberg (29 de Janeiro de 1602 – 8 de Agosto de 1651), casada com o conde Guilherme V de Hesse-Cassel; com descendência.
5. Catarina Juliana de Hanau-Münzenberg (17 de Março de 1604 – 28 de Dezembro de 1668), casada primeiro com o conde Alberto Oto II de Solms-Laubach; com descendência. Casada depois com o conde Maurício Cristiano de Wied-Runkel; com descendência.
6. Filipe Maurício de Hanau-Münzenberg (25 de Agosto de 1605 – 3 de Agosto de 1638), casado com a princesa Sibila Cristina de Anhalt-Dessau; com descendência.
7. Guilherme Ricardo de Hanau-Münzenberg (20 de Setembro de 1607 – 5 de Setembro de 1630 Aachen), morreu aos vinte-e-dois anos de idade de doença prolongada; sem descendência.
8. Henrique Luís de Hanau-Münzenberg (7 de Maio de 1609 – 21 de Julho de 1632), morreu aos vinte-e-três anos de idade em combate durante o Cerco de Maastricht; sem descendência.
9. Frederico Luís de Hanau-Münzenberg (27 de Julho de 1610 – 4 de Outubro de 1628), morreu aos dezoito anos de idade; sem descendência.
10. Jacob João de Hanau-Münzenberg (28 de Julho de 1612 – 19 de Junho de 1636), um militar de renome, morreu em combate; sem descendência.

## Genealogia
| Catarina Bélgica de Nassau | Pai: Guilherme I de Orange | Avô paterno: Guilherme I de Nassau-Dillenburg | Bisavô paterno: João V de Nassau-Vianden-Dietz           |
| Catarina Bélgica de Nassau | Pai: Guilherme I de Orange | Avô paterno: Guilherme I de Nassau-Dillenburg | Bisavó paterna: Isabel de Hesse-Marburg                  |
| Catarina Bélgica de Nassau | Pai: Guilherme I de Orange | Avó paterna: Juliana de Stolberg              | Bisavô paterno: Bodo VIII de Stolberg-Wernigerode        |
| Catarina Bélgica de Nassau | Pai: Guilherme I de Orange | Avó paterna: Juliana de Stolberg              | Bisavó paterna: Ana de Eppstein-Königstein               |
| Catarina Bélgica de Nassau | Mãe: Carlota de Bourbon    | Avô materno: Luís, Duque de Montpensier       | Bisavô materno: Luís de La Roche-sur-Yon                 |
| Catarina Bélgica de Nassau | Mãe: Carlota de Bourbon    | Avô materno: Luís, Duque de Montpensier       | Bisavó materna: Luísa de Bournon, duquesa de Montpensier |
| Catarina Bélgica de Nassau | Mãe: Carlota de Bourbon    | Avó materna: Jaqueline de Longwy              | Bisavô materno: João IV de Longwy                        |
| Catarina Bélgica de Nassau | Mãe: Carlota de Bourbon    | Avó materna: Jaqueline de Longwy              | Bisavó materna: Joana de Angoulême                       |